# سوماليا
سوماليا (بالإيطالية: Somaglia)‏ هي كومونا في مقاطعة لودي في منطقة لومبارديا الإيطالية، وتقع على بعد حوالي 50 كيلومتر (31 ميل) جنوب شرق ميلانو وحوالي 20 كيلومتر (12 ميل) جنوب شرق لودي.

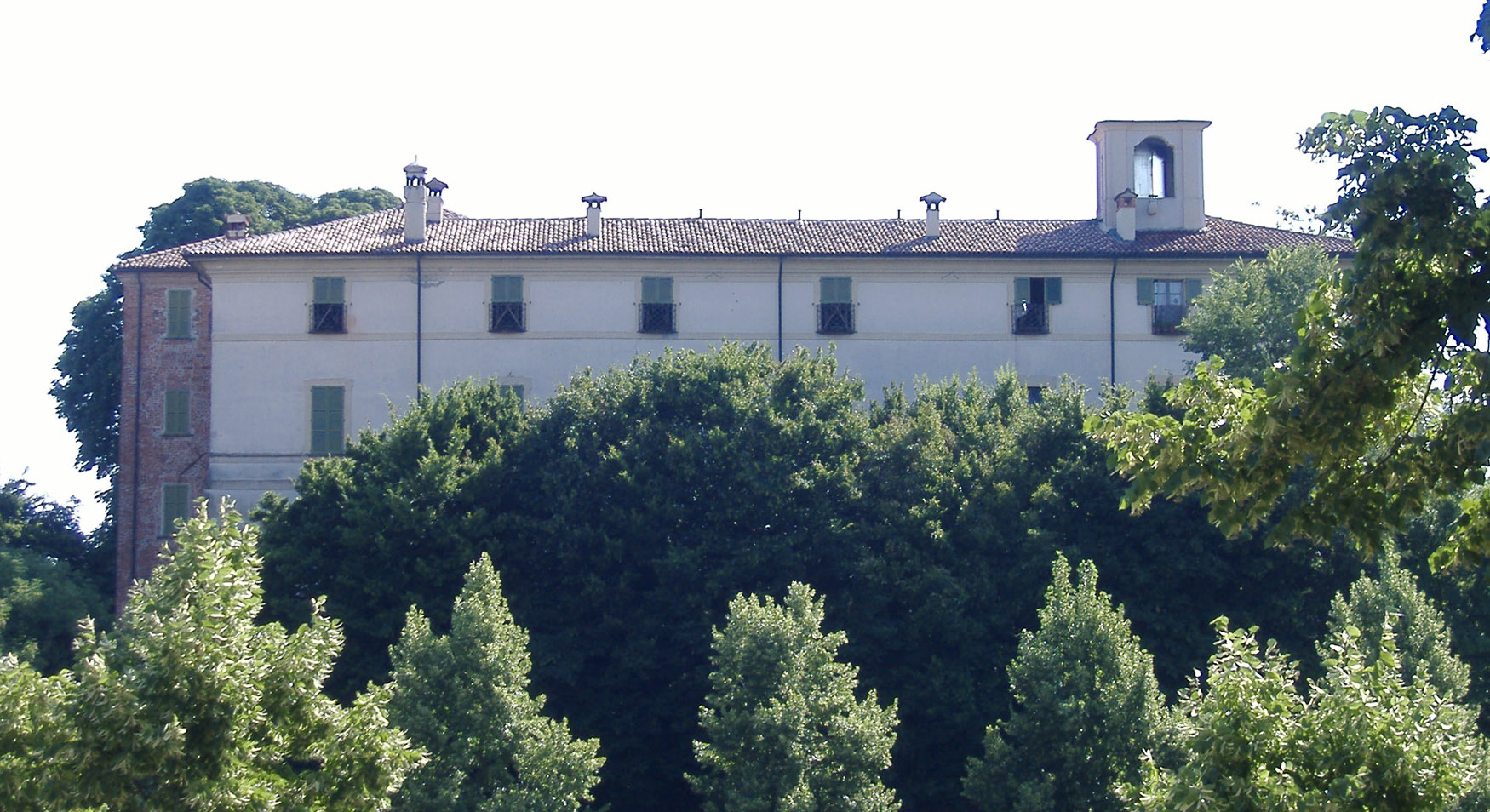
كاستيلو كافازي

اعتبارًا من 31 ديسمبر 2004، كان عدد سكانها 3384 نسمة وتبلغ مساحتها 20.9 كيلومتر مربع (8.1 ميل2).
بلدية سوماليا تحتوي على فراتسيوني (تقسيم فرعي) سان مارتينو بيزولانو.
تقع سوماليا على حدود البلديات التالية: كاسالبوستيرلينجو وكودونجو واوسبيداليتو لوديجانو وسينا لوديجانا وفومبيو وكالينداسوكو وجوراداميجلو.